# پانتولیگ
پانتولیگ مسابقه تلویزیونی ایرانی به تهیّه‌کنندگی جواد فرحانی و اجراءِ محمدرضا گلزار است که پنج‌شنبه‌ها و جمعه‌ها از شبکه سه صدا و سیما جمهوری اسلامی پخش می‌شود.

## پیشینه
نخستین قسمت برنامه پانتولیگ در ۵ بهمن ۱۴۰۲ از شبکه ۳ روی آنتن رفت.

## زمان پخش
برنامه پانتولیگ هر هفته پنج‌شنبه‌ها و جمعه‌ها ساعت ۲۲:۳۰ و در عید نوروز هر شب از شبکه ۳ پخش می‌شود.

## محتوا
پانتولیگ برنامه‌ای مسابقه‌ای و سرگرمی در زمینه بازی پانتومیم و اطلاعات عمومی و پرمخاطب است. در هر قسمت از برنامه دو گروه ۴ نفری برابر هم قرار می‌گیرند تا هم چالش‌های وابسته با پانتومیم را از سر بگذرانند و هم به پرسش‌های اطلاعات عمومی پاسخ دهند.

## حواشی
پس از پخش قسمت نخست برنامه نقدهایی زیادیی دربارهٔ این برنامه توسط اشخاص مختلف در سایت‌های سینما و تلویزیون صورت گرفت که اکثراً مثبت بودند. اما معاون وزیر ارشاد با اشاره به نام این برنامه که بیگانه است آن را خلاف قوانین خواند. مدیر روابط عمومی وزارت ارشاد نیز در توییتی نوشت کجایید که زبان فارسی از دست رفت.